# Comparis
Die Comparis.ch AG ist der Betreiber des grössten Schweizer Preisvergleichsportals comparis.ch. Seit Juni 2000 ist comparis.ch eine Aktiengesellschaft mit Sitz in Zürich und zählt heute mehr als 175 Mitarbeitende.

## Geschichte
Im Mai 1996 gründete der Ökonom Richard Eisler zusammen mit dem Informatiker Marc Pilloud in Ettingen/BL die Comparis GmbH. Im August 1996 war auf einer Internetseite der erste Vergleich von Schweizer Krankenkassenprämien abrufbar. Heute vergleicht comparis.ch neben Krankenkassenprämien auch Auto-, Motorrad-, Hausrat-, Privathaftpflicht-, Tier- und Rechtsschutzversicherungen. Im Bereich Telekommunikation werden die Gebühren von Mobilfunk, Internetprovider und TV-Anbieter verglichen. Im Bereich Banken sind es Kreditkarten, Hypotheken und Steuern, die miteinander verglichen werden können. Comparis betreibt auch einen Suchdienst für Immobilien-, Fahrzeug- und Detailhandels-Angebote. Zudem bietet Comparis auch spezifische Informationsservices an. Hierzu zählt der Zuzugsassistent für Personen, die aus dem Ausland in die Schweiz ziehen möchten. Comparis ist auch in den Social Media aktiv und kommuniziert auf Facebook, Twitter, Instagram, YouTube, LinkedIn und TikTok.
Anfang 2013 gab Firmengründer und CEO Richard Eisler bekannt, dass er auf Mitte 2013 von seinem Amt zurücktreten und in den Verwaltungsrat wechseln wird. Als neuer CEO von comparis.ch wurde der Schweizer Manager Benno Burkhardt bekannt gegeben. Der bisherige Verwaltungsratspräsident Johann Burkhard übernahm ad interim das Amt des zweiten CEO. Im Februar 2014 schied Johann Burkhard aus der Geschäftsleitung wie auch aus dem Verwaltungsrat aus, Paul Kummer wurde Delegierter des Verwaltungsrates. Per 1. Oktober 2019 löste Paul Kummer Comparis-Gründer Richard Eisler als Verwaltungsratspräsidenten ab. Steven Neubauer rückte darauffolgend als Group CEO nach und führte die Comparis-Gruppe bis Ende August 2022. Im Herbst 2022 übernahm Paul Kummer als Delegierter des Verwaltungsrates interimistisch die Leitung. Seit Januar 2023 führt Ingo Kopido als Group CEO die Comparis-Gruppe.
Seit Juli 2021 amtet Richard Eisler erneut als Verwaltungsratspräsident und hat damit Paul Kummer abgelöst.
comparis.ch konnte im Jahr 2020 knapp 80 Millionen Besuche registrieren und zählt damit zu den meistgenutzten Schweizer Websites. Die Partner-Services von Comparis sind BeneCasa, topmovers, HypoPlus und Optimatis.
Im Juli 2021 wurde Comparis Opfer einer Ransomware-Attacke. Zunächst kommunizierte Comparis, dass ein kleiner Schaden eingetreten sei und dass keine Kundendaten betroffen gewesen sind und auch kein Lösegeld gezahlt worden sei. Später korrigierte sich Comparis und zahlte doch ein Lösegeld und gestand ein, dass man nicht ausschliessen konnte, dass die Angreifer Zugang zu Kundendaten hatten. Zunächst wurde vermutet, dass REvil hinter dem Angriff steckte, es zeigte sich jedoch, dass stattdessen Grief das Portal angegriffen hatte.
Im Jahr 2023 hat Comparis den Benzinpreis-Radar vom Touring Club Schweiz übernommen, womit sich die günstigste Tankstelle ausfindig machen lässt. Die Preise der verschiedenen Treibstoffe werden dabei von den Nutzenden selbst gemeldet.
Im Juli 2024 wurde bekannt, dass Comparis laut Bundesverwaltungsgericht als Versicherungsvermittlerin gilt und somit der Eidgenössischen Finanzmarktaufsicht untersteht.

## Mobile Apps
Comparis bietet verschiedene Dienstleistungen auch auf mobilen Endgeräten an. Für den Immobilienmarkt besteht eine Applikation für iOS und Android, die Miet- und Kaufobjekte mit dazugehörendem Bild und Zusatzinformationen direkt auf Google Maps anzeigt. Mit der Automarkt-App für iOS und Android lassen sich aktuelle Angebote auf dem Fahrzeugmarkt durchsuchen.

## Finanzierung
Für die Nutzer ist das Comparis-Angebot weitgehend kostenlos. Eine Schutzgebühr wird in der Hypotheken-Börse erhoben, um die Seriosität der Gesuche sicherzustellen. Laut eigenen Angaben wird das Angebot finanziert durch Werbung, durch die Weiterleitung von Klicks sowie durch die Erfassung und Aufbereitung von Offertanfragen für die Anbieter, die diese Dienstleistungen in Anspruch nehmen wollen. Die Aufnahme und die Reihenfolge der Anbieter im Comparis-Vergleich erfolge aber unabhängig davon, ob sie die Dienstleistungen von comparis.ch in Anspruch nehmen oder nicht.
Die letztgenannte Finanzierungsform wird allerdings verschiedentlich kritisiert, weil diese nicht mit einem unabhängigen und neutralen Vergleichsdienst vereinbar sei. So wird Comparis von den Versicherungen selbst als guter Absatzkanal bezeichnet.
Im Bereich des Krankenversicherungsgeschäfts stösst das Geschäftsmodell von Comparis teilweise auf Kritik. Laut Branchenangaben erhält Comparis von den Krankenkassen zwischen 40 und 50 Franken pro Offertenanfrage. Ein Vorstoss des Parlaments zum Verbot von Provisionen und Telefonwerbung in der Grundversicherung der Krankenkassen scheiterte am 1. Oktober 2010 in der Schlussabstimmung des Nationalrats. comparis.ch stellte per Medienmitteilung allerdings klar, dass man vom Provisionsverbot nicht betroffen sei: „comparis.ch erhält, anders als Makler, keine Provisionen, sondern unterhält für die Krankenkassen automatisierte Offertprozesse und wird für die Nutzung dieser Dienstleistung sowie unabhängig vom Vertragsabschluss entschädigt.“ Zudem argumentiert Comparis, dass der Betrieb dieser automatisierten IT-Prozesse zu einer deutlichen Steigerung der Kosteneffizienz beim Krankenkassenwechsel beitrage. Berechnungen zeigen, dass die Krankenkassen allein aufgrund der Comparis-Prozesse bis zu 500 Millionen Franken Verwaltungskosten sparen können. Denn eine telefonische Anfrage und deren Bearbeitung verursache bei den Krankenkassen Kosten von rund 100 Franken. In der Tat lag der Anteil der Verwaltungskosten bei den Krankenkassen gemäss dem Bundesamt für Gesundheit 1996 mit 8,6 Prozent des Prämienvolumens um über 50 Prozent höher als aktuell mit 5,6 Prozent.